# 雨鱒之川
雨鱒之川（日语：雨鱒の川），是日本作家川上健一撰寫的小說，單行本與文庫本（集英社文庫）均由集英社發行。同名改編電影於2004年11月13日在日本公映。

## 出版信息
單行本
集英社、1990年8月發行
- ISBN 978-4087727548

文庫版
集英社文庫、1994年9月20日發行
- ISBN 978-4087482119

## 電影

### 概要
你的聲音，傳到我這邊來了。
雄偉的北海道成為描繪「初戀」、「故鄉」、「母親的愛」這些作品的舞台。本電影絕大部分的情節都是在北海道取景，只有極少部份並非如此。

### 演員
- 加藤心平 - 玉木宏：主角，喜歡繪畫和雨鱒。
  - 年幼時期 - 須賀健太
- 加藤沙月 - 中谷美紀：心平的母親，丈夫比她早逝；她保守着丈夫遺留下來的旱田。
- （已故） - （沒有在作品中登場）：沙月的丈夫。5年前，因拯救登山途中滑倒的士郎而死亡。
- 高倉小百合 - 綾瀨遙：心平的青梅竹馬。她的耳朵雖然聽不見，卻不可思議的能（也只能）與心平作心靈上的溝通，兩人因而經常一起玩耍。 
  - 年幼時期 - 志田未來
- 高倉士郎 - 阿部寬：小百合的父親、高倉酒造的社長。登山時因獲沙月的丈夫拯救而導致對方死亡。
- 川嶋英藏 - 松岡俊介：從小時候開始，就把小百合寄託在心裡。
- 田崎秀二郎 - 柄本明：追求着幻想之魚「Ito」，隱士。
- 井上美香 - 伊藤步：心平的小學的同級生。在一家位於東京的畫廊裡工作。
- 高倉松子 - ：士郎的母親，從前曾與秀二郎聯繫過。

### 製作人員
- 原作：川上健一「雨鱒之川」（集英社）
- 導演：磯村一路
- 編劇：小林弘利、
- 監製：溝上潔、渡邊直子
- 攝影：喜久村德章
- 照明：才木勝
- 錄音：橫溝正俊
- 編集：菊池純一
- 硬照：高柳悟
- 音樂監製：葉加瀨太郎
- 製作：©2004 雨鱒之川 Film Partners
- 配給：Micott & Basara

## 外部連結
- 官方網站